# Tortoški disput
Tortoški disput je bil ena od srednjeveških razprav med katoliškimi in judovskimi teologi, ki je potekala leta 1413-1414 v Tortosi, Katalonija, Aragonsko kraljestvo, zdaj Španija. Po Judovski enciklopediji razprava ni bila niti svobodna in  pristna, ampak poskus katoliške Cerkve da prisili Jude v pokristjanjenje.
Med udeleženci na judovski strani sta bila filozofa Profiat Duran in Josef Albo in rabinski učenjaki, med njimi  Moše ben Abbas in  Astruc ha-Levi. Vsak rabin je zastopal svojo versko skupnost. Pomemben udeleženec na katoliški strani je bil dominikanski frater in kasnejši svetník Vincencij Ferrer. Rezultat razprav je bila papeževa bula, objavljena maja 1415, s katero je prepovedal študij Talmuda in povzročil  vse vrste degradacije Judov.

## Ozadje
Iniciator razprave in predstavnik katoliške cerkve v njej je bil osebni zdravnik antipapeža Benedikta XIII. in judovski  spreobrnjenec v krščanstvo Gerónimo de Santa Fe. Geronimo je po spreobrnitvi Benediktu XIII. predstavil svoj spis s protijudovsko vsebino, katerega je antipapež izkoristil za teološko razpravo z Judi. Kralj Ferdinand I. Aragonski temu ni ugovarjal in leta 1413 razposlal vabila judovskim skupnostim. Poskusi Judov, da bi vabila zavrnili, so bili neuspešni. 
Judovski udeleženci v razpravi so bili v povsem podrejenem položaju. Nahmanid na podobnem Barcelonskem disputu leta 1263 in judovski udeleženci Pariškega disputa leta 1240 so imeli imuniteto, v Tortoškem disputu pa so vsak judovski ugovor imeli za grožnjo obsojanju herezije. Razprava zato ni bila svobodna izmenjava mnenj med dvema stranema, ampak je prešla v odkrit propagandni napad kristjanov na Jude in psihološki pritisk z zastraševanjem in grožnjami.

## Razprave o mesiji

### Začetek
Geronimo je na začetku razprave 7. januarja 1413 predstavil njene glavne točke in opozoril judovsko stran, naj med razpravami kristjanom ne povzroča težav. Omenil je, da so razlike med krščanstvom in judovstvom tako majhne, da papež na Jude gleda kot na »izgubljena jagnjeta«, ki jih je treba vrniti v pravo čredo. Glavnega govorca na judovski strani so izbrali vsak dan sproti. Njihovi govorci so bili pod velikim pritiskom, zadnjo besedo pa so vedno imeli njihovi nasprotniki. 
Geronimo je poudaril odlomke iz midrašev, po katerih je mesija že prišel. Mednje je vkljućil odlomek, v katerem je mesijev rojstni dan omenjen kot dan uničenja Drugega templja in izjavo v Talmudu, da bo svet obstajal 6000 let. Zadnjih 2000 let bo mesijansko obdobje. Izkoristil je tudi midraš iz Pesikte, ki pravi, da bo mesija trpel.
Judje so se odzvali s pojasnilom, da imajo midraši dvojen pomen in ponovili Nahmanidovo izjavo na Barcelonskem disputu, da Judom ni treba verjeti v hagado, za kar jih je Geronimo razglasil za odpadnike od lastne vere. Judje so poudarili tudi to, da vera v mesijo ni glavni steber judovstva. 
Geronimo je izkoristil tudi midraše, ki jih je objavil  Ramón Martí v svoji knjigi  Pugio Fidei (Bodalo vere). Judje so njegove navedke označili kot  sleparski ponaredek in zahtevali, da se na razpravo prinese izvirni judovski rokopis s temi midraši. Njihovi zahtevi niso ugodili. 
Po dveh tednih razprav jih  je predstojnik dominikanskega reda povzel in razglasil zmago krščanske strani rekoč, da je iz judovskih midrašev povsem razvidno, da je mesija že prišel. Njegovim zaključkom sta sledila dva možna odgovora: da judovski predstavniki niso povedali vsega ali da na njegove zaključke nimajo pravega odgovora. Papež je ugotovil, da so Judje med razpravo stalno spreminjali svoje odgovore in ukazal, da se preuči vse zapisnike. Marca in aprila 1413 se je razprava nadaljevala z branjem zapisnikov.
V nadaljevanu so Judje zahtevali svobodno razpravo in dobili odgovor, da ne gre za razpravo, ampak za podučavanje in vbijanje v glavo pravih resnic. Na trditev, da mora učitelj upoštevati tudi želje učenca, so dobili odgovor, da ne poučujejo njih ampak judovske množice. Geronimo je vztrajal, da se vedno uporabijo  midraši iz Pugio Fidei in odnehal, ko so od njega zahtevali, naj pokaže izvirne rokopise.

### Druga faza
Od maja dalje se je razprava osredotočala na dejanja, ki naj bi jih mesija opravil. Izraelsko ljudstvo bi moral pripeljati iz diaspore, da bi obnovilo jeruzalemski tempelj, česar Jezus ni opravil. Judje so poudarili, da njihova diaspora še vedno obstaja, da se krščanstvo ni razširilo po celem svetu, da se narodi še vedno vojskujejo med seboj, da ni svetovnega miru in da ljudje še vedno grešijo. Odrešitev Izraela bi morala biti odrešitev Judov, kar se zagotovo ni zgodilo. 
Krščanska stran je na izziv odgovorila s trditvijo, da je odrešitev, katero naj bi prinesel mesija, duhovna, se pravi zadoščenje za ljudi in osvobuditev njihovih duš iz pekla. Na to trditev so jim Judje odgovorili, da za odrešitev duš ni potreben mesija, saj tisti, ki sledijo mitzvot, vsako generacijo dosežejo odrešitev v posmrtnem življenju brez mesijevega posredovanja.
Zanimiv  predmet razprav je bila tudi odprava žrtvovanja. Geronimo je trdil, pri čemer se je skliceval tudi na Majmonida, da je žrtvovanje psihološko nadomestilo za poganstvo, ki bo sčasoma odpravljeno. Judje so trdili, da se bo žrtvovanje ohranilo tudi v mesijanskem obdobju in da poleg racionalnih razlag zanje obstajajo tudi mistične.
Judovski verski vodje so ostro zavrnili trditev, da je glavni razlog za zavračanja Jezusove vere podaljševanje njihovega izgnanstva. Svojega suženjstva bi se lahko osvobodili tudi tako, da bi obrnili ba Osmansko cesarstvo in sprejeli islamsko vero.

### Tretja faza
Od avgusta do novembra so razprave zastale in se ponovno začele šele 8. januarja 1414.  Z nadaljevanjem so soglašali samo trije judovski razpravljalci. Rabin Yosef Albo je zaprosil za vrnitev domov, vendar je ostal v mestu do konca razprav.
Judje so trdili, da kristjani čudno tolmačijo midraše. Četudi je v njih trditev, da je mesija že prišel, zagotovo ne trdijo, da se je to zgodilo v Jezusovem času. V nadaljevanju razprave o doktrini mesije je  Astruc HaLevi pudaril, da sta judovski in krščanski razumevanji mesije popolnoma različni. Vprašanje njegovega prihoda ni sporno, sporno pa je vprašanje, kaj mesija v resnici je. 
Aprila 1413 je Geronimo po svoje povzel zaključke razprav in zaključil izmenjavo mnenj o mesiji.

## Razprave o Talmudu
V nadaljevanju so se razprave obrnile na drugo temo, o kateri so razpravljali že na Pariškem disputu leta 1240: napake, herezije, obrekovanja in bogokletstva proti krščanski veri, ki jih vsebuje Talmud. V tej točki so se Judje očitno odločili, da je bolje, da molčijo, in izjavili, da so prepričani, da bi modreci vedeli, kako obraniti svoje besede v Talmudu, sami pa tega ne vedo. Josef Albo in Zaharija HaLevi v razpravi nista sodelovala, vendar sta izjavila, da so bosta nanje odzvala. Njuni odgovori niso znani.
Geronimo je zahteval sežig Talmuda, čeprav je heretičen samo majhen del njegove vsebine.
Zgleda, da so judovski verski vodje ugotovili, da bi imelo nadaljevanje razprav previsoko ceno in bi zaradi njihove odsotnosti povzročilo nedopustno škodo v njihovih verskih skupnostih in družinah. Decembra 1414 se je Tortoški disput uradno končal.

## Posledice
Papež Benedikt je razglasil zmago in dal navodila, da se vsi Talmudi predajo njegovim pooblaščencem v cenzuro. Prisilno pokristjanjevanje Judov se je nadaljevalo, čeprav ga Cerkev uradno ni spodbujala. Prisilno pokristjanjeni Judje so se po judovskih običajih lahko na svojo željo kadar koli vrnili v svojo vero. Vincent Ferrer je hodil po judovskih skupnostih in Jude prisilil, da poslušajo njegove pridige, potem pa je leta 1416 svojo kampanjo usmeril proti severu v Francijo. To leto je aragonski prestol zasedel Alfonz V., ukinil vse protijudovske  predpise iz Ferrerjevega obdobja, trdno zaščitil Jude  in spreobrnjence in preprečil vse napade nanje.
Škoda, ki jo je povzročil Tortoški disput, je bila predvsem moralna. Aragonski Judje so doživeli močan udarec, po katerem so številni ugledni in premožni Judje so prestopili v krščanstvo. Prevladoval je občutek, da se je njihov položaj po spopadu z Geronimom poslabšal. Izak Abrabamel je kritiziral šibkost argumentov, ki so jih predložili judovski verski vodje,  vendar se zdi, da so bile njihove možnosti za uspeh v danih okoliščinah zelo omejene.